# STS-82-B
STS-82-B, voluit Space Transportation System-82-B, was een geplande Spaceshuttlemissie. Voor deze missie zou de Discovery gebruikt worden. De missie werd echter geannuleerd omdat de Challenger verongelukte na de lancering op 28 januari 1986.